# Malaxis tamayoana
Malaxis tamayoana är en orkidéart som beskrevs av Leslie Andrew Garay och Walter Kittredge. Malaxis tamayoana ingår i släktet knottblomstersläktet, och familjen orkidéer. Inga underarter finns listade i Catalogue of Life.